# Sophie Hosking
Sophie Hannah Marguerite Hosking, MBE (* 25. Januar 1986 in Edinburgh) ist eine ehemalige britische Ruderin und Olympiasiegerin 2012 im Leichtgewichts-Doppelzweier.
Ihr Vater David Hosking war 1980 Weltmeister mit dem britischen Leichtgewichts-Achter. Sophie Hosking rudert seit 1999, sie belegte bei den Junioren-Weltmeisterschaften 2003 den zweiten Platz im Vierer ohne Steuerfrau. 2006 gewann sie die Silbermedaille im Leichtgewichts-Einer bei den U23-Weltmeisterschaften, bei den Ruder-Weltmeisterschaften 2006 erhielt sie im Leichtgewichts-Vierer mit Steuerfrau die Bronzemedaille, im Jahr darauf belegte der Vierer den zweiten Platz und 2008 in Linz kam das Boot auf den vierten Rang. Von 2009 bis 2011 ruderte Hosking mit Hester Goodsell im Leichtgewichts-Doppelzweier, bei den Weltmeisterschaften 2009 belegten die beiden den dritten Platz. 2010 folgte der fünfte Platz, 2011 gewannen die beiden erneut Bronze.
2012 erreichte Hosking zusammen mit Katherine Copeland den zweiten Platz beim Weltcup in Belgrad und wurde in den anderen beiden Weltcuprennen Fünfte und Vierte. Im olympischen Finale vor heimischem Publikum siegten die beiden vor den Booten aus China und Griechenland.
Sophie Hosking startete für den London Rowing Club, sie ist 1,65 m groß. Zum Jahresende 2012 wurde Sophie Hosking zum Mitglied des Order of the British Empire ernannt.